# Calum Best
Calum Milan Best (ur. 6 lutego 1981 w San Jose) – brytyjsko-amerykański model, celebryta.

## Życiorys

### Wczesne lata
Urodził się w San Jose w stanie Kalifornia jako syn George’a Besta (1946–2005), piłkarza północnoirlandzkiego pochodzenia i wieloletniego zawodnika Manchesteru United, i angielskiej modelki Angeli MacDonald "Angie" Best (z domu Janes). Drugie imię otrzymał po swoim ojcu chrzestnym Milanie Mandariću, wieloletnim przyjacielu swojego ojca i prezesie Klubu Piłkarskiego Portsmouth. Dorastał w Los Angeles. Kiedy miał pięć lat, jego rodzice rozwiedli się. Mając 21 lat przeprowadził się do Wielkiej Brytanii.

### Kariera
Karierę rozpoczął jako model pracujący dla takich projektantów, jak Calvin Klein czy Armani. W 2005 roku zdobył tytuł "Kawalera Roku".
Stał się rozpoznawalny po udziale w talk-show Kelly (2001) i reality show Big Brother's Efourum (2004), Celebrity Love Island (2005–2006) i Calum, Fran Cosgrave i niebezpieczny Paul Danan (Calum, Fran and Dangerous Danan, 2006).
Został patronem Narodowego Stowarzyszenia Dzieci Alkoholików (National Association for Children of Alcoholics - Nacoa), brytyjskiej organizacji charytatywnej wspierającej dzieci dotkniętych problemem alkoholowym.
Zagrał postać Chrisa Rose w filmie Niebezpieczna gra (Dangerous Game, 2017).

### Życie prywatne
Związany był z Kate Moss, Agyness Deyn, Alexandrą Aitken, Jayne Middlemiss, Jodie Marsh, Martine McCutcheon, Nikki Grahame, Orlaith McAllister, Rebeccą Loos, Caprice Bourret (2001), Kimberly Stewart (2002), Rachel Hunter (żoną Roda Stewarta; 2002), Natalie Denning (2003), Sarah Harding (2004–2006), Patsy Kensit (2006), Abi Titmuss (2005), Elizabeth Jagger (córką Micka Jaggera; 2005–2006), Alicią Douvall (2006), Biancą Gascoigne (2006), Lindsay Lohan (2007), Femke Van Berger (2007–2008), Karen Campbell (2008), Martine McCutcheon (2008), Chanelle Hayes (2008), Mandy Jiroux (2008–2010), Georgią Salpą (w maju 2011), Donną Air (we wrześniu 2011), Ianthe Rose Cochrane-Stack (od 2014 do maja 2015) i Brandi Glanville (od września 2015 do lutego 2016). 
Ze związku z modelką Lorną Hogan ma córkę Amelię Lucie Hogan (ur. 19 grudnia 2006 w Londynie).